# 甲州九口之道筋奉行
甲州九口之道筋奉行（こうしゅうきゅうくちのみちすじぶぎょう）は、天正10年（1582年）4月より天正18年（1590年）まであった徳川家康による甲斐国国境警備の制度・警備隊を指す。天正18年の徳川家康の江戸への国替えに伴い八王子に移り、八王子千人同心となる。

## 概要
天正10年（1582年）甲州征伐により武田家が滅亡。天正10年に浜松にて、甲斐国の国境警備を担当していた旧武田家旗本の横目衆が徳川家康に謁見。家康は横目衆とその部下同心に、武田勝頼の時代と同じ待遇を与え、甲斐一国の処置を命じると共に、甲斐国の警備を命じた。(天正壬午起請文参照)　当時の詳細な交渉は本多正信が担当し、知行地の確認の様子や、配下同心の数等のやりとりの様子が残っている。
天正12年（1584年）小牧・長久手の戦いに従軍。天正18年（1590年）の徳川家康の江戸への国替えに伴い八王子に移った。

## 組織
武田家時代の編成を引き継ぎ、元武田家旗本の横目衆より構成され、この時点まで「小人頭・中間頭」（江戸時代の制度と違うことに留意）という役職名であった。各30人ずつの小人・中間（江戸時代の制度と違うことに留意）を指揮していた。
- 本栖口 原胤従　(川中島合戦絵図で有名な中間頭・原虎吉(胤歳)の子)
- 秩父口 荻原昌之（荻原昌友の父）
- 佐久口 窪田吉正（正勝）
- 佐久口 石坂森通
- 諏訪口 河野通重 (但馬守)
- 興津口 窪田忠知（窪田越）
- 富士川口（藤川口） 中村安直
- 山中口（相州境） 志村貞盈
- 津久井口 山本忠玄(山本忠房の父)

## 沿革
- 天正10年（1582年3月）甲州征伐により武田家が滅亡。同年4月に成立。
- 天正12年（1584年）小牧・長久手の戦いに従軍。
- 天正18年（1590年）の八王子城落城後に、徳川家康の江戸への国替えに伴い、八王子城下治安維持、および、浅野長政領となった甲斐方面の防備のためにこの9人の武田家旗本出身者を小仏峠に、職制が変わったため旗本として置き、八王子千人同心となる。

## その他
- 天正以来の武田家同心が必ずしも全員八王子に移住出来た訳ではない様子である。小田原の下堀方形居館に志村佐善が移り住んだのは、この前かこの時期である。
- この時期に街道の整備を担当していたため、八王子千人同心の千人頭が「土方の親方」と呼ばれるのは、街道整備の普請が多かったためと推察される。
- 同心は八王子移住以降も農地を支給され、戦国時代から幕末まで兵農分離以前の戦国時代の武士と変わらない半農・半武士の生活を続けた。このため、江戸時代やその後に「八王子千人同心は武士では無い」と言われた記録が残る。
- 武田家・初期徳川家の軍制による「同心」という呼称と、江戸時代の制度による「同心」という呼称が全く違うものを指すことに注意の必要がある。
- 同心は武士としては槍奉行の管轄下にあり分限帳に記載され、同時に年貢を納める農民として勘定奉行・名主の管轄下だった。名主より宗門人別改帳は農民のためのものなので、名字の記載を拒否され、千人同心と肩書された。農民との諍いを避けるために、役目以外では帯刀をしないように通達されていた。このような形にて槍奉行と勘定奉行の二重支配を受けた。
- 平同心の禄は30俵2人扶持(享保の改革前)と低くはない上、八王子に移転後も戦国時代の武士と同様に農地の所有を許可されて年貢を納めていた。
- 武田軍制では、寄親寄子制を採用していた。